# Bracey (Virginie)
Bracey est une census-designated place située dans le comté de Mecklenburg, dans l’État de Virginie, aux États-Unis. Lors du recensement de 2020, elle comptait 1 372 habitants.